# Калиновка (Черниговский район)
Калиновка (укр. Калинівка) — село,
Панфиловский сельский совет,
Черниговский район,
Запорожская область,
Украина.
Код КОАТУУ — 2325585702. Население по переписи 2001 года составляло 206 человек.

## Географическое положение
Село Калиновка находится на левом берегу реки Юшанлы, в месте впадения в неё реки Чукрак,
ниже по течению на расстоянии в 1,5 км расположено село Маковка (Приазовский район),
выше по течению реки Чукрак на расстоянии в 1 км расположено село Александровка.

## История
- 1820 год — дата основания как село Штейнбах.
- В 1945 году переименовано в село Калиновка[2].